# Oenanthe lachenalii
Oenanthe lachenalii — вид квіткових рослин з родини окружкових (Apiaceae). Ареал: Алжир, Бельгія, Болгарія, Корсика, Данія, Франція, Німеччина, Велика Британія, Греція, Ірландія, Італія, Нідерланди, Польща, Португалія, Сардінья, Сицилія, Іспанія, Швейцарія, Словенія, Хорватія.

## Середовище
Найкраще розвивається на бідних гумусом піщано-глинистих ґрунтах, які часом можуть затоплюватися. Мешкає в очеретяних заростях, болотах і прибережних луках.

## Біоморфологічний опис
Це багаторічна трав'яниста рослина, що досягає висоти від 30 до 90 сантиметрів. Стебло прямовисне, кутасто-борознисте й розгалужене у верхній частині. Корені іноді потовщені, але не бульбоподібні. Нижні листки двічі перисті, з яйцюватими або клиноподібними сегментами, середні та верхні — просто перисті, з лінійно-ланцетними сегментами. Сегменти листя останнього порядку лінійно загострені, приблизно від 2 до 3 (до 4) сантиметрів завдовжки та від 1,5 до 2 міліметрів завширшки. Листкові піхви стеблових листків вузькі. Період цвітіння з липня по серпень. Верхнє двозонтикоподібне суцвіття має ніжку довжиною понад 3 см і п'ять-дванадцять (до 15) променів. Зубці чашечки лінійно-шиловидні, довжиною близько 0,5 міліметра. Пелюстки обернено-серцеподібні, білі, часто розщеплені до середини. Подвійні сім'янки від довгастої до яйцюватої форми, не згорнуті, частково сидячі, довжиною 2–3 міліметри, найбільша їхня ширина у верхній третині.